# Rozenburg
Rozenburg és un antic municipi de la província d'Holanda del Sud, al sud dels Països Baixos. L'1 de gener del 2009 tenia 12.497 habitants repartits sobre una superfície de 6,50 km² (dels quals 2,01 km² corresponen a aigua).
Estava enclavat al Port de Rotterdam i limitava al nord amb Maassluis, a l'est amb Vlaardingen i al sud amb Rotterdam.
El 18 de març de 2010 va ser annexat per Rotterdam.

## Ajuntament (2006)
| Partit            | Regidors |
| ----------------- | -------- |
| Gemeentebelangen  | 5        |
| CDA               | 3        |
| Nieuwe Democraten | 2        |
| ChristenUnie      | 2        |
| VVD               | 1        |